# La Argentina (Schiff, 1939)
Der Leichte Kreuzer La Argentina war das Kadettenschulschiff der Armada Argentina von 1939 bis 1972. In dieser Zeit wird er regelmäßig mit dem Präfix „ARA“ bezeichnet. Das in Großbritannien bei Vickers-Armstrongs bestellte Schiff wurde 1936 bis 1939 gebaut und war eine Sonderentwicklung der Bauwerft, die Elemente der britischen Kreuzer der Arethusa- und der Town-Klasse enthielt. 1973 außer Dienst gestellt, wurde der Kreuzer La Argentina anschließend abgebrochen.

## Baugeschichte
1934 wurde der Bau eines Leichten Kreuzers genehmigt, der gleichzeitig die Aufgaben eines Kadettenschulschiffs von der Fregatte Presidente Sarmiento übernehmen sollte. Die britische Firma Vickers-Armstrongs gewann die Ausschreibung. Der von der Werft vorgelegte Entwurf der La Argentina basierte auf den britischen Kreuzern, die in etwa zeitgleich gebaut wurden. Das Schiff für einen Preis von 1.174.630 Pfund Sterling war eine vergrößerte Version der britischen Arethusa-Klasse mit Drillingstürmen und der Möglichkeit, 60 Kadetten an Bord zu nehmen und auszubilden. Die Schuleinrichtung war im Vergleich zu anderen zeitgleich gebauten Schulkreuzern klein. Auch wichen die Hauptwaffen des Kreuzers von den Waffen der argentinischen Flotte ab. Die in den Drillingstürmen der La Argentina verbauten halbautomatischen 15,2-cm-L/50-Schnellfeuergeschütze vom Typ „Mark W“ waren eine Sonderfertigung von Vickers-Armstrongs, wie auch die vier 10,2-cm-L/50-Flugabwehrgeschütze „Mark P“. Die beiden Hauptwaffen des Kreuzers waren Abwandlungen des Herstellers von britischen Standardwaffen.
Am 11. Januar 1936 wurde der Kiel des Kreuzers gestreckt, der am 16. März 1937 als La Argentina in Barrow-in-Furness, England, vom Stapel lief. Die Endausrüstung zog sich bis zum 31. Januar 1939 hin. Die langsame Endausrüstung des Kreuzer war eine Folge des zeitgleich anlaufenden britischen Aufrüstungsprogramms.

## Einsatzgeschichte
Die La Argentina verließ Großbritannien im Februar 1939 und traf am 2. März in Buenos Aires ein. Am 12. April 1939 erfolgte die Indienststellung. Drei Tage später lief der Kreuzer zu seiner ersten Ausbildungsfahrt aus, die über New York nach Europa bis nach Hamburg und zurück über Cádiz nach Puerto Belgrano (Ankunft 14. August nach 18.733 sm), dem Einsatzhafen der argentinischen Flotte, führte. Im Zweiten Weltkrieg machte der Kreuzer ab dem 30. März 1940 noch eine zweite Ausbildungsfahrt, die über Bahia, den Panamakanal und Honolulu nach Japan führte. Auf der Rückreise über Manila und Hawaii lief der Kreuzer ab Callao an der südamerikanischen Westküste herunter und dann durch die Magellanstraße zu seinem Heimathafen (Ankunft 26. Oktober 1940 nach 33.439 sm). Danach wurde die La Argentina in Argentiniens aktives Einsatzgeschwader zum Schutz der Neutralität übernommen. Erst nach dem Zweiten Weltkrieg folgten weitere Ausbildungsfahrten von 1946 bis 1951.
1946 machte die La Argentina ihre erste Ausbildungsfahrt im Frieden entlang der amerikanischen Küste bis Montreal und zurück. Die Fahrt des folgenden Jahres führte erst auf die pazifische Seite Südamerikas und dann durch den Panamakanal über New York nach Europa, wo dann u. a. noch London und Malta besucht wurden. Die Reise 1948 ging zuerst wieder in den Pazifik und dann ist das noch nationalchinesische Shanghai. Fortgesetzt wurde die Reise über die britischen Stützpunkte Singapur, Colombo und Aden ins Mittelmeer, wo u. a. Barcelona besucht wurde. Erstmals hatte eine Reise des Kreuzers zu einer Weltumrundung geführt. Die folgende Reise begann wieder mit dem Wechsel auf die Pazifikseite Südamerikas, durch den Panamakanal dann nach New Orleans und weiter nach Europa, wo u. a. London und Neapel besucht wurden. Die folgende Schulreise 1950 führte direkt nach Europa und es wurde Kopenhagen besucht; die Rückreise führte dann über New York.
Seit Kriegsende fanden regelmäßig kleine Umbauten am Kreuzer statt, da das neutrale Argentinien wieder beliefert wurde. So hatte das Schiff schon 1946 ein erstes Radargerät erhalten. Die jetzt folgende Modernisierung sollte den Kreuzer zu einem modernen Kampfschiff machen. Neben neuen Feuerleiteinrichtungen wurden auch alle Flugabwehrwaffen getauscht. 40-mm-Bofors-Geschütze wurden neu eingebaut, wobei Zwillingsgeschütze die bisherigen 4-Zoll-Geschütze ersetzen. Dazu kamen noch sechs 4-cm-Einzelgeschütze. Die Bordflugzeuge wurden von Bord gegeben. Von 1951 bis 1960 blieb der Kreuzer im Flottendienst und machte lediglich im Herbst 1960 eine große Auslandsfahrt zur Teilnahme an einer großen Flottenparade zu Ehren des 500. Todestages von Heinrich dem Seefahrer vor Sagres, an der 29 Schiffe aus 14 Nationen teilnahmen, darunter die deutsche Schulfregatte Hipper und der Zerstörer 6. Aus Südamerika war neben der La Argentina noch der brasilianische Kreuzer Almirante Barroso beteiligt.
Ab 1961 wurde die La Argentina wieder zu Ausbildungszwecken eingesetzt. Die lange Ausbildungsreise des Schiffes wurde seine zweite Weltumrundung nach 1948. La Argentina lief unter anderen Kapstadt, Colombo, Manila, Sydney, Wellington, Papeete, Talcahuano und Punta Arenas an, ehe sie am 3. Dezember nach 139 Tagen wieder in Buenos Aires einlief. Die neunte große Ausbildungsreise des Kreuzers im folgenden Jahr litt unter fiskalischen Einschränkungen. Ein geplanter Besuch von Alaska und Japan unterblieb, aber die La Argentina lief an der Westküste bis nach Vancouver und von dort über Hawaii wieder an die mexikanische Küste. Durch den Panamakanal ging es dann in die Karibik, wo noch Puerto Rico besucht wurde. Die Kadettenausbildung ging 1962 auf das neue Segelschulschiff Libertad über. Der Kreuzer machte aber weiterhin Ausbildungsreisen mit verschiedenen Kursen entlang der argentinischen Küste.
1971 machte die La Argentina, 32 Jahre nach ihrer Indienststellung, dann noch eine 10. große Ausbildungsreise mit dem 100. argentinischen Kadettenkurs. Der Kreuzer verließ am 2. August Buenos Aires und besuchte Montevideo, Dakar, Casablanca, Neapel, Barcelona, Le Havre und London. Auf der Rückfahrt wurden noch Puerto Rico, Santo Domingo, La Guaira und Bahia angelaufen, bevor das Schiff am 28. November wieder in der argentinischen Hauptstadt einlief. 1973 machte der Kreuzer dann noch einen Freundschaftsbesuch in Valparaíso, Chile, wo sie vom chilenischen Präsidenten, Salvador Allende, besichtigt wurde. Danach wurde die La Argentina außer Dienst gestellt, abgerüstet und verschrottet.

## Wiederverwendung des Namens

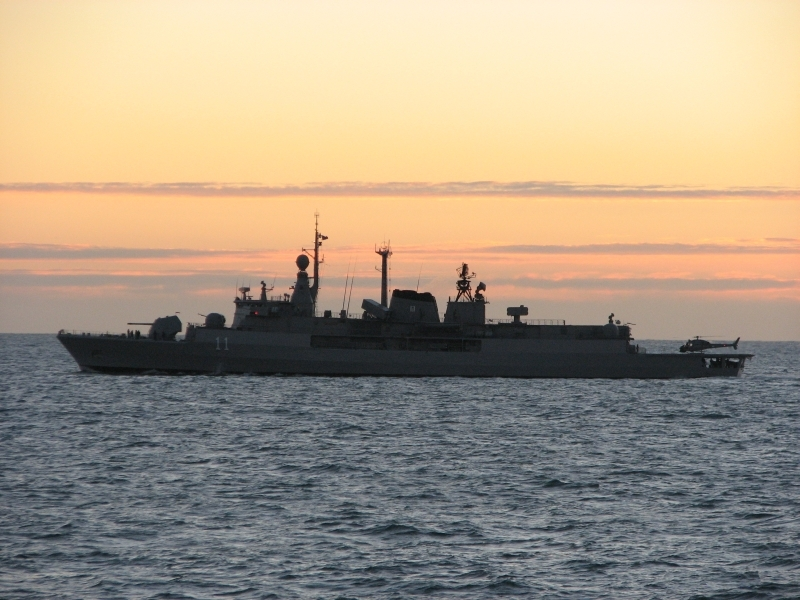
Die 1983 in Dienst gestellte, in Deutschland gebaute La Argentina

1983 kam mit dem Zerstörer La Argentina (Kennung: D-11) der bei Blohm + Voss gebauten Almirante-Brown-Klasse vom Typ MEKO 360H2 wieder ein gleichnamiges Schiff in den Dienst der argentinischen Marine.